# Distrito Histórico de Elmwood
El Distrito Histórico de Elmwood abarca dos grandes secciones residenciales del vecindario Elmwood de la ciudad Providence, la capital del estado de Rhode Island (Estados Unidos). El área de Elmwood fue principalmente tierra de cultivo hasta mediados del siglo XIX, cuando comenzó su desarrollo como área residencial, y estas dos secciones representan vecindarios bien conservados desarrollados entre 1850 y 1920. El distrito fue incluido en el Registro Nacional de Lugares Históricos en 1980.

## Descripción
El enclave norte del distrito está delimitado aproximadamente por Elmwood Avenue al oeste y se extiende hacia el este a lo largo de Whitmarsh Street y Princeton Avenue la mayor parte del camino hasta Broad Street. También incluye la mitad occidental de las cuadras de las calles Moore, Dabol y Mawney adyacentes a Elmwood, así como la Biblioteca Knight Memorial, que es la mejor estructura pública del vecindario. Esta área presenta una concentración de casas de estilo Segundo Imperio a lo largo de Moore, Dabol y Mawney, y casas Reina Ana y neocolonial en Princeton y Whitmarsh.
El enclave sur también limita al oeste con Elmwood Avenue y se extiende desde Congress Avenue hasta Adelaide Avenue, incluida Columbus Square, donde hay una estatua de Cristóbal Colón que figura en la lista por separado. Se extiende hacia el este en Adelaide hasta Emerson Street y a lo largo de las otras calles laterales hasta el otro lado de Melrose Street. Esta área se caracteriza por la construcción de finales del siglo XIX y principios del siglo XX, predominantemente estilo Reina Ana y neocolonial. Los lotes son más grandes que los de la sección norte.